# Mechanitis contracta
Mechanitis contracta är en fjärilsart som beskrevs av Riley 1919. Mechanitis contracta ingår i släktet Mechanitis och familjen praktfjärilar. Inga underarter finns listade i Catalogue of Life.